# Eugen Einman
Eugen Einman (né le 6 octobre 1905 à Tallinn à l'époque dans l'Empire russe et aujourd'hui en Estonie, et mort le 12 novembre 1963 dans la même ville) est un joueur de football international estonien, qui évoluait au poste de défenseur.

## Biographie

### Carrière en club
Eugen Einman joue en faveur du Tallinna Sport et du Tallinna JK. Il remporte au cours de sa carrière huit titres de champion d'Estonie.

### Carrière en sélection
Eugen Einman reçoit 63 sélections en équipe d'Estonie entre 1923 et 1935, inscrivant six buts. Toutefois, certaines sources font mention de 65 sélections et cinq buts.
Il joue son premier match en équipe nationale le 25 septembre 1923, en amical contre la Pologne (défaite 1-4 à Tallinn). Le 15 août 1929, lors de la Coupe baltique, il est l'auteur d'un doublé contre la Lituanie, ce qui constitue ses premiers buts en sélection. L'Estonie s'impose sur le score de 5-2 à Riga. Le lendemain, lors de cette même compétition, il marque encore un but, cette fois-ci contre la Lettonie.
Le 16 août 1930, il inscrit à nouveau un but contre la Lettonie, une nouvelle fois dans le cadre de la Coupe baltique. Son dernier but est inscrit le 28 mai 1931, en amical contre la Lettonie. Il reçoit sa dernière sélection le 18 septembre 1935, en amical contre la Lituanie (match nul 2-2 à Kaunas).
Il participe avec l'équipe d'Estonie aux Jeux olympiques de 1924. Il ne joue toutefois aucun match lors du tournoi olympique organisé à Paris.
A 13 reprises, il est capitaine de la sélection estonienne.

## Palmarès
| Tallinna Sport - Championnat d'Estonie (7) : - Champion : 1924, 1925, 1927, 1929, 1931, 1932 et 1933. - Vice-champion : 1930 et 1934. |  | TJK - Championnat d'Estonie (1) : - Champion : 1928. |